# Newtonia Township
Newtonia Township est un ancien township, situé dans le comté de Newton, dans le Missouri, aux États-Unis,.
Le township est baptisé en référence au village de Newtonia.

### Source de la traduction
- (en) Cet article est partiellement ou en totalité issu de l’article de Wikipédia en anglais intitulé « Newtonia Township, Newton County, Missouri » (voir la liste des auteurs).